# لاکهارت (فلوریدا)
لاکهارت (به انگلیسی: Lockhart) یک منطقهٔ مسکونی در ایالات متحده آمریکا است که در شهرستان اورنج، فلوریدا واقع شده‌است. لاکهارت ۱۱٫۸ کیلومتر مربع مساحت و ۱۳٬۰۶۰ نفر جمعیت دارد و ۲۶ متر بالاتر از سطح دریا قرار دارد.